# Szudarázs
Szudarázs (horvátul: Sudaraž) lakatlan falu Horvátországban, Eszék-Baranya megyében. Közigazgatásilag Baranyaszentistvánhoz tartozik.

## Fekvése
Eszéktől légvonalban 22, közúton 36 km-re északnyugatra, községközpontjától 4 km-re keletre, Baranyában, a Drávaszög nyugati részén fekszik.

## Története
A középkorban itt egy Szederjes nevű település állt. Ennek első írásos említése 1265-ben „Zederyes” alakban történt IV. Béla királynak abban az oklevelében, melyben Miklós mestertől a guethi monostor kegyuraságát elveszi, helyette pedig Szederjes és Momad helységeit adományozza. A település 1269-ben „Scedereea”, 1289-ben „Scedyries” alakban szerepel a korabeli oklevelekben. Szársomlyó várának a tartozéka volt. A középkori falu valószínűleg az 1526-os török hadjáratban pusztult el. Az 1591-es török adókönyvben „Szoderjás” alakban 8 adózóval szerepel. A nevek alapján ekkor már szerb lakossága volt. A térség 1687-ben szabadult fel a török uralom alól, de a falu a felszabadító harcok során elnéptelenedett.
A mai település csak a 19. század második felében keletkezett mezőgazdasági majorként. A harmadik katonai felmérés térképén a település „Zudrás-puszta” néven található. 1880-tól Pélmonostor határában tartják számon, de lakosságát csak 1900-ban számlálták meg először önállóan, amikor 108-an lakták. Baranya vármegye Baranyavári járásához tartozott. A település az első világháború után az új szerb-horvát-szlovén állam, majd később (1929-ben) Jugoszlávia része lett. 1941 és 1944 között ismét Magyarországhoz tartozott, majd a háború után ismét Jugoszlávia része lett. 1971-ben még 261 lakosa volt. Az 1970-es években lakossága a jobb megélhetés reményében elvándorolt.

## Népessége
| Lakosság változása | Lakosság változása | Lakosság változása | Lakosság változása | Lakosság változása | Lakosság változása | Lakosság változása | Lakosság változása | Lakosság változása | Lakosság változása | Lakosság változása | Lakosság változása | Lakosság változása | Lakosság változása | Lakosság változása | Lakosság változása |
| ------------------ | ------------------ | ------------------ | ------------------ | ------------------ | ------------------ | ------------------ | ------------------ | ------------------ | ------------------ | ------------------ | ------------------ | ------------------ | ------------------ | ------------------ | ------------------ |
| 1857               | 1869               | 1880               | 1890               | 1900               | 1910               | 1921               | 1931               | 1948               | 1953               | 1961               | 1971               | 1981               | 1991               | 2001               | 2011               |
| 0                  | 0                  | 0                  | 0                  | 108                | 141                | 0                  | 0                  | 270                | 285                | 240                | 261                | 0                  | 0                  | 0                  | 0                  |

(1991-től önálló településként. 1880-ban, 1890-ben, 1921-ben és 1931-ben lakosságát Pélmonostorhoz számították.)

## Oktatás
A településen ma a pélmonostor-cukorgyári általános iskola négyosztályos területi iskolája működik.